# Jacka Skubikowskiego imieniny polskiej piosenki
Jacka Skubikowskiego imieniny polskiej piosenki – dwupłytowy album zawierający na 1 CD piosenki wykonane na koncercie imieninowym Jacka Skubikowskiego, który odbył się w warszawskiej Fabryce Trzciny 6 lutego 2007 roku. 2 CD zawiera piosenki Jacka Skubikowskiego jako autora i wykonawcę. Album został wydany rok później 25 lutego 2008.

## Lista utworów

### CD 1
Jacek Skubikowski jako autor
1. Beata Molak „Zabawki gwiazd”
2. Ewa Bem „Pomidory”
3. Mech „Daleka droga”
4. Małgorzata Ostrowska „Droga Pani z TV”
5. Lady Pank „Zawsze tam gdzie Ty”
6. Beata Kozidrak „Rzeka marzeń”
7. Stanisław Sojka Martyna Sojka, Arka Noego „Staś i Nel (Nigdy Ciebie nie zostawię)”
8. Anna Jurksztowicz „Na dobre i na złe”
9. Małgorzata Ostrowska „Śmierć dyskotece!”
10. Majka Jeżowska „Kolor serca”
11. Wanda i Banda „O trzecim takim”
12. Lady Pank „Tacy sami”
13. Małgorzata Ostrowska „Taniec pingwina na szkle”
14. De Mono „Najlepsze pozostanie”
15. Podziękowania od Jacka Skubikowskiego dla organizatorów i wykonawców koncertu czytane przez Jacka Cygana
16. Wiersz o Jacku Skubikowskim – koncert w Fabryce Trzciny 06 lutego 2007 (DVD track)

### CD 2
Jacek Skubikowski jako autor i wykonawca
1. „Czarna noc, biały dzień”
2. „Hey! Blondyna”
3. „Uczciwa bieda”
4. „Byłaś dla mnie wodą”
5. „Nawet nie pytaj”
6. „Albo nigdy nikt”
7. „Było nas dwoje”
8. „Za każdy dzień”
9. „Chyba tylko anioł”
10. „Polski biały murzyn”
11. „Złe słowa”
12. „Jedyny hotel w mieście”
13. „Ja tu tylko śpię”
14. „Dobre miejsce dla naiwnych”
15. „XIX wiek”